# نيومايسن/بوليميكسن بي/باستراسين
نيومايسن/بوليميكسن بي/باستراسين ، المعروف أيضًا باسم مرهم مضاد حيوي ثلاثي ، هو دواء يستخدم لمحاولة تقليل مخاطر العدوى بعد إصابات الجلد الطفيفة ولعلاج التهابات العين البكتيرية السطحية .   يحتوي على ثلاثة مضادات حيوية : نيومايسين وبوليميكسين ب وباسيتراسين .  بشكل عام أقل تفضيلاً من باسيتراسين / بوليميكسين ب .  إما أن يوضع على الجلد أو يستخدم كقطرات للعين .  
تشمل الآثار الجانبية الشائعة الحكة والطفح الجلدي .  قد تشمل الآثار الجانبية الأكثر خطورة فقدان السمع .  لا ينصح بالاستخدام أثناء الحمل بشكل عام.  إنه طيف واسع نسبيًا ، وهو فعال ضد البكتيريا سالبة الجرام وموجبة الجرام. 
تمت الموافقة على المجموعة للاستخدام الطبي في الولايات المتحدة في عام 1971.  إنه متوفر بدون وصفة طبية في الولايات المتحدة.  في عام 2017 ، كان الدواء رقم 78 الأكثر شيوعًا في الولايات المتحدة ، مع أكثر من عشرة ملايين وصفة طبية.   يباع تحت الاسم التجاري نيوسبورين من بين أسماء أخرى. 